# Call of the Night
Call of the Night (jap. よふかしのうた Yofukashi no Uta) ist eine Manga-Serie von Kotoyama, die in Japan von 2019 bis 2024 erschien. Die romantische Komödie um einen nachtaktiven Schüler und eine Vampirin wurde 2022 als Anime-Fernsehserie umgesetzt.

## Inhalt
Im zweiten Jahr der Mittelschule kann Kou Yamori nichts mehr mit seinem Alltag anfangen. Um endlich etwas neues zu erleben, schleicht er sich nachts davon und zieht durch die Straßen. Auch dabei ist ihm zunächst unklar, was er mit seiner Zeit anfangen soll. Als der 14-jährige sich ein Bier an einem Automaten holen will, taucht Nazuna Nanakusa auf und hält ihn davon ab. Die junge Frau wirkt fast wie ein Mädchen in seinem Alter und lädt ihn ein, die Nacht mit ihr in ihrer Wohnung zu verbringen. Als Kou dort vorgibt einzuschlafen, beißt Nazuna ihn in den Hals und saugt sein Blut. Sie ist eine Vampirin auf der Jagd, aber Kou wird zu seiner Enttäuschung nicht selbst zum Vampir. Er würde seinem bisherigen Leben gern auf diesem Wege entkommen und als Wesen der Nacht leben, doch dafür müsste er sich zunächst in Nazuna verlieben. So nimmt er sich vor, die Liebe zu der jungen Frau unbekannten Alters zu entwickeln, obwohl er sich bisher noch nie in eine Klassenkameradin verliebt hat.

## Veröffentlichung
Die Serie erschien von August 2019 bis Januar 2024 in Einzelkapiteln im Magazin Shōnen Sunday beim Verlag Shogakukan. Dieser bringt die Geschichte auch in insgesamt 20 Sammelbänden heraus. Eine deutsche Fassung erscheint seit August 2022 bei Tokyopop in einer Übersetzung von Anne Klink mit bisher 19 Bänden (Stand August 2025). Im August 2024 erschien ein Starter Pack mit den ersten beiden Bänden. Darüber hinaus werden Übersetzungen ins Englische, Spanische, Italienische und Chinesische veröffentlicht.
| Band | Japanisch        | Japanisch              | Deutsch          | Deutsch                |
| Band | Veröffentlichung | ISBN                   | Veröffentlichung | ISBN                   |
| ---- | ---------------- | ---------------------- | ---------------- | ---------------------- |
| 01   | 18. Nov. 2019    | ISBN 978-4-09-129492-0 | 10. Aug. 2022    | ISBN 978-3-8420-7931-1 |
| 02   | 18. Feb. 2020    | ISBN 978-4-09-129556-9 | 12. Okt. 2022    | ISBN 978-3-8420-7932-8 |
| 03   | 16. Apr. 2020    | ISBN 978-4-09-850064-2 | 7. Dez. 2022     | ISBN 978-3-8420-8257-1 |
| 04   | 18. Aug. 2020    | ISBN 978-4-09-850163-2 | 8. Feb. 2023     | ISBN 978-3-8420-8258-8 |
| 05   | 16. Okt. 2020    | ISBN 978-4-09-850268-4 | 12. Apr. 2023    | ISBN 978-3-8420-8355-4 |
| 06   | 18. Jan. 2021    | ISBN 978-4-09-850384-1 | 14. Juni 2023    | ISBN 978-3-8420-8356-1 |
| 07   | 16. Apr. 2021    | ISBN 978-4-09-850522-7 | 9. Aug. 2023     | ISBN 978-3-8420-8469-8 |
| 08   | 16. Juli 2021    | ISBN 978-4-09-850635-4 | 11. Okt. 2023    | ISBN 978-3-8420-8977-8 |
| 09   | 18. Nov. 2021    | ISBN 978-4-09-850735-1 | 13. Dez. 2023    | ISBN 978-3-8420-8978-5 |
| 10   | 18. Feb. 2022    | ISBN 978-4-09-850872-3 | 14. Feb. 2024    | ISBN 978-3-8420-8979-2 |
| 11   | 17. Juni 2022    | ISBN 978-4-09-851127-3 | 10. Apr. 2024    | ISBN 978-3-8420-9590-8 |
| 12   | 15. Juli 2022    | ISBN 978-4-09-851204-1 | 12. Juni 2024    | ISBN 978-3-8420-9591-5 |
| 13   | 15. Sep. 2022    | ISBN 978-4-09-851257-7 | 14. Aug. 2024    | ISBN 978-3-8420-9592-2 |
| 14   | 16. Dez. 2022    | ISBN 978-4-09-851474-8 | 9. Okt. 2024     | ISBN 978-3-7593-0187-1 |
| 15   | 16. März 2023    | ISBN 978-4-09-851767-1 | 11. Dez. 2024    | ISBN 978-3-7593-0188-8 |
| 16   | 16. Juni 2023    | ISBN 978-4-09-852123-4 | 12. Feb. 2025    | ISBN 978-3-7593-0189-5 |
| 17   | 18. Juli 2023    | ISBN 978-4-09-852615-4 | 9. Apr. 2025     | ISBN 978-3-7593-0780-4 |
| 18   | 17. Nov. 2023    | ISBN 978-4-09-852855-4 | 11. Juni 2025    | ISBN 978-3-7593-0781-1 |
| 19   | 16. Feb. 2024    | ISBN 978-4-09-853115-8 | 13. Aug. 2025    | ISBN 978-3-7593-0782-8 |
| 20   | 18. März 2024    | ISBN 978-4-09-853196-7 |                  |                        |

## Anime-Serie
Eine 13-teilige Anime-Serie zum Manga wurde bei Liden Films unter der Regie von Tetsuya Miyanishi produziert. Die Drehbücher schrieb Michiko Yokote, das Charakterdesign entwarf Haruka Sagawa und die künstlerische Leitung lag bei Norihiko Yokomatsu. Die Tonarbeiten leitete Eriko Kimura und für die Kameraführung war Yūki Domoto verantwortlich.
Die Serie wurde vom 7. Juli bis 30. September 2022 von Fuji TV im Programmblock noitaminA ausgestrahlt. Sentai Filmworks lizenzierte den Anime für eine englische Fassung, die von Hidive online per Streaming veröffentlicht wurde.
Am 11. März 2024 wurde die Produktion einer zweiten Staffel bestätigt.

### Synchronisation
| Rolle              | japanischer Sprecher (Seiyū) | deutscher Sprecher   |
| ------------------ | ---------------------------- | -------------------- |
| Kо̄ Yamori          | Gen Sato                     | Nicolas Rathod       |
| Nazuna Nanakusa    | Sora Amamiya                 | Olivia Büschken      |
| Hatsuka Suzushiro  | Azumi Waki                   | Melinda Rachfahl     |
| Niko Hirata        | Eri Kitamura                 | Maria Koschny        |
| Seri Kikyō         | Haruka Tomatsu               | Sophie Lechtenbrink  |
| Akihito Akiyama    | Hiroyuki Yoshino             | Jonas Lauenstein     |
| Mahiru Seki        | Kenshō Ono                   | Domenic Redl         |
| Anko Uguisu        | Miyuki Sawashiro             | Birte Baumgardt      |
| Midori Kohakobe    | Naomi Ōzora                  | Helen Blaschke       |
| Kabura Honda       | Shizuka Itō                  | Maria Hönig          |
| Kiyosumi Shirakawa | Yōko Hikasa                  | Gabrielle Pietermann |
| Akira Asai         | Yumiri Hanamori              | Lina Rabea Mohr      |

### Musik
Die Musik der Serie wurde komponiert von Yoshiaki Dewa. Der Vorspann ist unterlegt mit Datenshi, das Abspannlied ist Yofukashi no Uta, beide von Creepy Nuts. In den Folgen 2, 3, 6, 8 und 10 wird außerdem der Song Loss Time von Creepy Nuts eingespielt.